# 新聞挖挖哇
《新聞挖挖哇！》是臺灣JET綜合台的談話性節目，2002年1月7日於超視開播，2010年1月4日改在JET綜合台播映。前身為2000年開播的衛視中文台夜間談話性節目《新聞e點靈》，2002年節目主持人鄭弘儀、于美人一同從衛視中文台《新聞e點靈》跳槽至超視主持同類型節目；原衛視中文台《新聞e點靈》主持棒由陳立宏與田宇宸接棒主持。與鄭弘儀、于美人主持的衛視中文台《新聞e點靈》節目類似，以當日的新聞時事，邀請來賓訪談之談話類型節目。現任主持人為鄭弘儀。

## 歷任主持人
- 第一任：鄭弘儀、于美人
- 現任：鄭弘儀

## 播出時間

### 首播
| 頻道       | 所在地      | 播映日期                          | 播出時間          |
| ---------- | ----------- | --------------------------------- | ----------------- |
| 衛視中文台 | 香港、 臺灣 | 2000年（具體時間尚不明確）—2002年 | 每週一至週五23:00 |
| 超視       | 臺灣        | 2002年1月7日起                    | 每週一至週五23:00 |
| JET綜合台  | 臺灣        | 2010年1月4日起                    | 每週一至週五23:00 |
| JET綜合台  | 臺灣        | 2016年8月15日起                   | 每週一至週五20:00 |

### 重播
| 頻道      | 所在地 | 播出時間                     |
| --------- | ------ | ---------------------------- |
| JET綜合台 | 臺灣   | 每週日、一凌晨04:30          |
| JET綜合台 | 臺灣   | 每週一~週五早上07:00         |
| JET綜合台 | 臺灣   | 每週一~週五中午11:00         |
| JET綜合台 | 臺灣   | 每週一~週五下午16:00         |
| JET綜合台 | 臺灣   | 每週一~週五晚上23:00         |
| JET綜合台 | 臺灣   | 每週二~週六凌晨03:00         |
| JET綜合台 | 臺灣   | 每週六、日早上08:00          |
| JET綜合台 | 臺灣   | 每週六、日早上11:30          |
| JET綜合台 | 臺灣   | 每週六、日下午14:30          |
| JET綜合台 | 臺灣   | 每週六、日下午17:30          |
| JET綜合台 | 臺灣   | 每週六、日晚上21:00(連播2集) |

## 節目概要
- 討論主題主要為新聞事件，包羅萬象，無所不談。臺灣歷史、宗教、族群、演藝、社會、法律、心理、性別、健康、等議題皆概括其內；常也討論基層的民生經濟與政治問題，有時甚至談論野史、刑案、臺灣民間信仰、靈異現象。另外，本節目雖也如同一般談話節目寫有流程腳本，但是從不事先排演腳本（俗稱「Re稿」），因此時常會隨著話題走向而不按牌理出牌。

## 節目開場白
- 衛視中文台《新聞e點靈》節目開場白--鄭弘儀、于美人：

鄭弘儀 ：「話不說不明」
于美人：「新聞不點不靈」
鄭弘儀 ：「我是鄭弘儀。」
于美人：「我是于美人。」
一起：「歡迎收看新聞e點靈！」
（播出日期：2000年-2002年1月4日）
- 超視、JET綜合台《新聞挖挖哇》第一代節目開場白--鄭弘儀、于美人：

鄭弘儀 ：「挖掘新聞內幕」
于美人：「挖苦新聞人物」
鄭弘儀 ：「我是鄭弘儀。」
于美人：「我是于美人。」
一起：「歡迎收看今天的新聞挖挖哇！」
（播出日期：2002年1月7日-2016年8月12日）
- JET綜合台《新聞挖挖哇》第二代節目開場白--鄭弘儀 ：

「挖掘新聞內幕，挖苦新聞人物，我是鄭弘儀，歡迎收看今天的新聞挖挖哇！」
（播出日期：2016年8月15日-至今）

## 來賓常客

### 新聞媒體人
- 王瑞德
- 王時齊
- 何博文
- 狄志偉
- 呂文婉
- 吳國棟
- 洪素卿
- 胡孝誠
- 麥若愚
- 粘嫦鈺
- 陳玲玲
- 陳敏鳳
- 陳立宏（病逝）
- 鄭佩芬
- 陳彥伯
- 陳高超
- 許聖梅
- 許啟智
- 黃暐瀚
- 黃敬平
- 程金蘭
- 盧燕俐
- 鍾年晃
- 戴志揚
- 羅友志
- 陳揮文
- 康仁俊

### 命理專家
- 廖美然
- 詹惟中
- 艾菲爾
- 周映君
- 簡少年

### 餐廳老闆
- 林宏偉（餐酒館老闆）

### 醫師
- 鄧惠文（精神科醫師／心理治療師）
- 潘建志（精神科醫師）
- 黃宥嘉（眼科醫師）
- 楊宗燁（心臟內科醫師）

### 律師
- 賴芳玉（律師）
- 蔡惠子（律師）
- 李怡貞（律師）
- 馬在勤（律師）
- 蘇家宏（律師）
- 劉韋廷（律師）
- 蔡志雄（律師）
- 張庭禎（濟公律師）
- 王至德（律師）又稱法老王
- 游嵥彥（律師）

### 營養師
- 劉怡里（營養師）

### 婚姻心理諮商專家
- 黃越綏（婚姻心理諮商專家）

### 兩性作家
- 廖輝英（兩性作家）
- H（本名陳鴻儀，兩性作家）
- 欣西亞（兩性作家 / 部落客）
- 御姊愛（兩性作家）

### 理財作家
- 十方（李雅雯）（理財作家）

### 主持人電視製作人
- 徐曉晰（主持人）
- 蕭彤雯（新聞主播，廣播節目主持人）
- Vivi（婚禮顧問主持人）
- Take蔡侑勳（活動主持人）
- 凌志文（靈異節目製作人）

### 通告藝人
- 聶凡格（模特兒 / 通告藝人）
- 愛語莎（本名陳語媃，模特兒 / 通告藝人）
- 曾雅蘭（通告藝人）
- 賴芊予（歌手／通告藝人）
- 沈玉琳（節目製作人、藝人）
- 林雅惠（藝名如花，通告藝人）
- 王靖文（前加拿大新聞主播 / 通告藝人）
- 廖偉凡（主持人／通告藝人）
- 林咚咚（通告藝人）
- 郭怡伶（演員/通告藝人）
- 周采詩（演員/藝人）
- 徐薇涵 (藝人/網紅)(藝名海豚)
- 林家璜（通告藝人）

### 空服員
- 陳瑞秋（空服員）
- 莎拉（空服員）

### 講師
- 陳珮甄（創業講師）

### 財經專家
- 姚惠珍（財經專家）
- 盧燕俐（財經專家）
- 徐嶔煌（財經專家）
- 詹惠珠（財經專家）

### 作家
- 楊立澔（筆名冒牌生，知名網路紅人 / 作家）
- 李文（作家）
- 苦苓（本名王裕仁，作家）

### 諮商心理師
- 許皓宜（諮商輔導博士 / 諮商心理師）
- 林萃芬（心理與諮商研究所碩士 / 諮商心理師）
- 吳珮瑩（諮商心理師）

### 救難專家
- 葉泰興（救難專家）

### 導遊
- 林龍（資深導遊）

### 徵信業者
- 江梅綺（徵信業者）

### 殯葬業者
- 郭東修（外號冬瓜，已故殯葬業者）
- 郭憲鴻（殯葬業者，郭東修之子）

### 文史工作者
- 翁燦耀（文史工作者）
- 楊蓮福（文史工作者）

### 問神達人
- 王崇禮（問神達人）

### 音樂家
- 簡上仁（音樂家）

### 音樂製作人
- 許常德（音樂製作人）

### 品牌總監
- 劉伊心（歌手／演員／老虎牙子品牌總監）

### 跨性別藝人
- 小A辣（本名黃柏軒，台灣跨性別藝人，網路紅人）

### 專欄作家
- 膝關節（本名李光爵，知名影評人、專欄作家）

### 風水老師
- 林正義（民俗專家、風水老師）

### 歷史作家
- 劉燦榮（歷史作家）
- 陳啟鵬（歷史作家）

### 演員
- 張柏舟（老藝人）

### 刑警
- 高仁和（退休刑警）

## 獎項

### 電視金鐘獎
| 年份   | 獲提名         | 獎項                         | 結果 |
| ------ | -------------- | ---------------------------- | ---- |
| 2011年 | 鄭弘儀、于美人 | 第46屆金鐘獎綜合節目主持人獎 | 提名 |

## 外部連結
- 新聞挖挖哇 - 節目介紹 （页面存档备份，存于）
- 新聞挖挖哇 - 節目表 （页面存档备份，存于）
- 新聞挖挖哇粉絲團的Facebook專頁
- YouTube上的新聞挖挖哇！頻道

## 電視節目的變遷
| 卫视中文台 星期一至五（具体时间尚不明确） | 卫视中文台 星期一至五（具体时间尚不明确） | 卫视中文台 星期一至五（具体时间尚不明确） |
| ----------------------------------------- | ----------------------------------------- | ----------------------------------------- |
|                                           | 新聞e点灵 （2000年 - 2002年）             |                                           |
| —                                         | —                                         |                                           |

| 超視 星期一至五 23:00 - 00:30 | 超視 星期一至五 23:00 - 00:30              | 超視 星期一至五 23:00 - 00:30 |
| ----------------------------- | ------------------------------------------ | ----------------------------- |
|                               | 新聞挖挖哇 （2002年1月7日 - 2010年1月1日） |                               |
| —                             | —                                          |                               |

| JET綜合台 星期一至五 23:00 - 00:30 | JET綜合台 星期一至五 23:00 - 00:30          | JET綜合台 星期一至五 23:00 - 00:30 |
| ---------------------------------- | ------------------------------------------- | ---------------------------------- |
|                                    | 新聞挖挖哇 （2010年1月4日 - 2016年8月12日） |                                    |
| —                                  | —                                           |                                    |
| 星期一至五 20:00 - 21:30           |                                             |                                    |
| —                                  | 新聞挖挖哇 （2016年8月15日 - 至今）         | —                                  |